# Laros Duarte
Pour les articles homonymes, voir Duarte.
Laros Duarte, né le 28 février 1997 à Rotterdam aux Pays-Bas, est un footballeur international capverdien qui évolue au poste de milieu défensif au Puskás Akadémia FC.

## Biographie

### Débuts professionnels
Né à Rotterdam aux Pays-Bas, Laros Duarte est formé par l'un des clubs de sa ville natale, le Sparta Rotterdam. Il poursuit ensuite sa formation au PSV Eindhoven.
Le 11 juin 2019, Duarte s'engage définitivement avec le Sparta Rotterdam.

### FC Groningue
Le 31 août 2021, Laros Duarte s'engage en faveur du FC Groningue pour un contrat de quatre saisons.

### En sélection

#### Avec les Pays-Bas
Laros Duarte joue un total de six matchs avec l'équipe des Pays-Bas des moins de 18 ans, tous en 2014. Il marque notamment un but.
Avec l'équipe des Pays-Bas des moins de 19 ans il participe au championnat d'Europe des moins de 17 ans en 2015. Il joue deux matchs dans cette compétition. Avec cette sélection il participe également à l'édition 2016 de cette même compétition. Il prend cette fois-ci part à quatre matchs.

#### Avec le Cap-Vert
En décembre 2023, il est retenu dans la liste des vingt-sept joueurs cap-verdiens sélectionnés par Bubista pour disputer la Coupe d'Afrique des nations 2023.

## Vie privée
Laros Duarte est le frère de Deroy Duarte, lui aussi footballeur professionnel, avec lequel il a notamment joué au Sparta Rotterdam.